# 皮尤研究中心
皮尤研究中心（英語：Pew Research Center，發音：/pjuː/ ⓘ）是美国民调机构和智库。

## 历史
皮尤研究中心于2004年建立，总部设于华盛顿特区，就影响美国及全球的问题、态度与潮流提供信息资料。研究中心受皮尤慈善信托基金资助，资助投放于无倾向性项目之外，也支持倡议性项目。
2016年6月29日，美国非营利组织Transparify发布2016年度全球200家智库及游说团体财务透明度评估报告，报告所列43家美国智库及游说团体中，全球发展中心、皮尤研究中心和伍德罗·威尔逊国际学者中心並列“五星级”。

## 领域
该中心的工作致力于七大项目的研究：
- 皮尤民众与媒介研究中心（页面存档备份，存于）
- 皮尤新闻学项目（页面存档备份，存于）
- 皮尤网络与美国生活项目（页面存档备份，存于）
- 皮尤宗教信仰与公共生活论坛（页面存档备份，存于）
- 皮尤西班牙裔中心（页面存档备份，存于）
- 皮尤全球民意项目（页面存档备份，存于）
- 皮尤社会与人口统计项目（页面存档备份，存于）

## 外部連結
- 官方网站 （美式英语）
- 皮尤慈善信托基金（美式英语）